# Rathaus (Dinkelscherben)

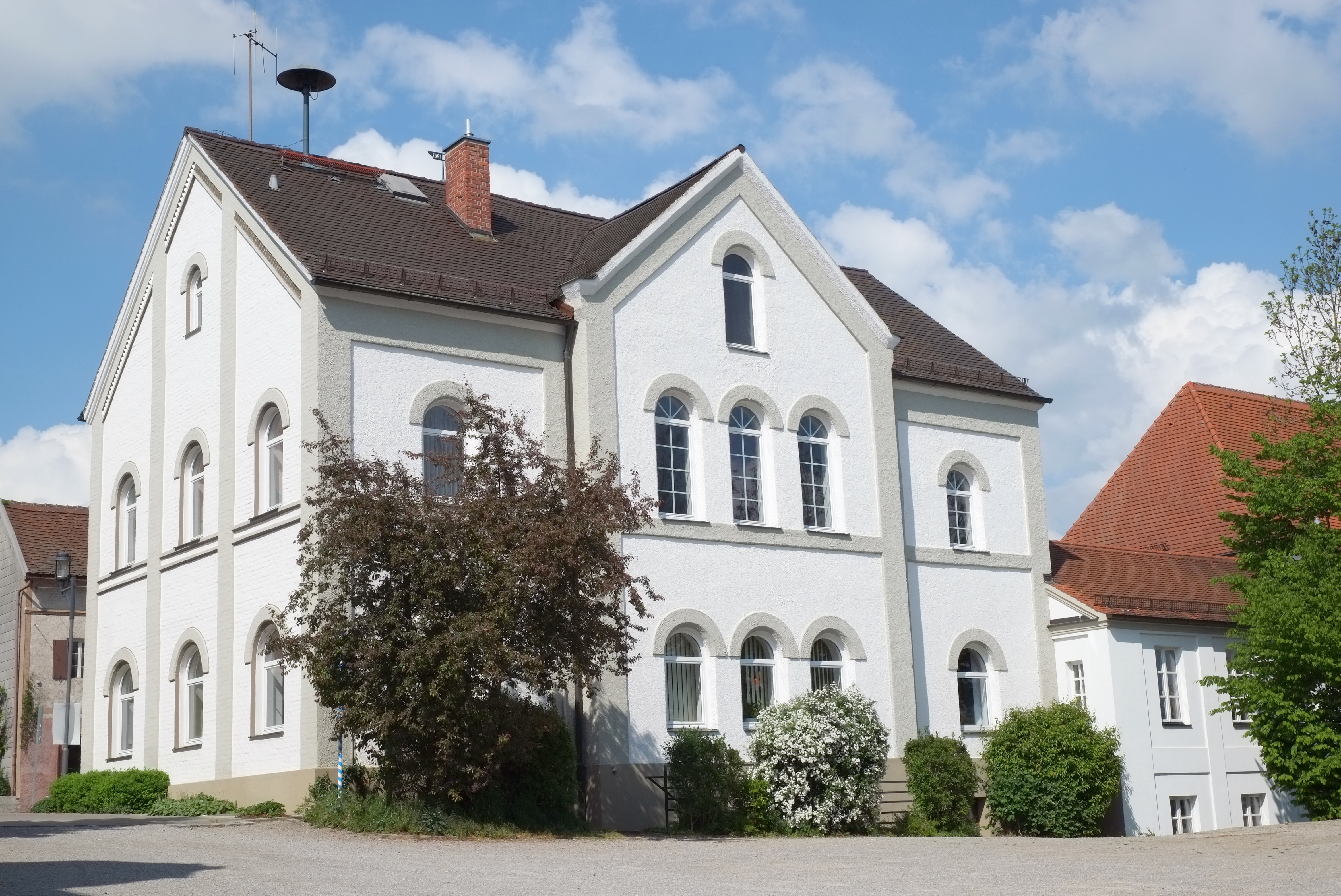
Rathaus in Dinkelscherben

Das Rathaus in Dinkelscherben, einer Gemeinde im Landkreis Augsburg im bayerischen Regierungsbezirk Schwaben, wurde in den 1860er Jahren erbaut. Das Rathaus an der Augsburger Straße 4 ist ein geschütztes Baudenkmal.
Der geschlämmte Backsteinbau mit fünf zu drei Fensterachsen wurde als Brauereigebäude errichtet. Das zweigeschossige Gebäude im Stil der königlichen Baubehörden wurde ab 1967  erneuert und als Rathaus eingerichtet.